# IC 1430
IC 1430 је елиптична галаксија у сазвјежђу Водолија која се налази на листи објеката дубоког неба у Индекс каталогу.
Деклинација објекта је - 13° 34' 51" а ректасцензија 22h 7m 29,7s. Привидна величина (магнитуда) објекта IC 1430 износи 15,0 а фотографска магнитуда 16,0.